# 保守百科
保守百科（英語：Conservapedia）是一個英語的維基項目，自稱其目的為從美國保守主義、基督教右派與創造論的觀點來寫作一部內容符合「家庭價值」的百科全書，2006年由家庭教師與律師安德魯·施拉夫利（著名右翼活動家菲莉斯·施拉夫利之子）成立。根據夏拉伏雷自述，網站建立的初衷為反對「维基百科的自由主義偏見」。保守百科的內容由夏拉伏雷等人發表的社論與一個基於Wiki模式的社群貢獻組成。保守百科的內容通常贊同美國右翼思想，例如其文章仇恨演化理論，批評美國總統奥巴馬、批評維基百科有「自由主義偏見」、指責愛因斯坦的相對論是道德相对主义的工具、斷定人工流产與乳癌有關（堕胎-乳腺癌假说）、並指控「同性戀政治團體」在美國洗腦青少年。保守百科有個主要下屬項目「保守聖經項目」，其目的為利用Wiki模式重新翻譯聖經（夏拉伏雷認為目前所有譯本聖經都有「自由主義謊言」）。
美國主流媒體對保守百科普遍持批評態度，並且左右兩翼均有政治家、評論家、記者批評他。評論家認爲其內容存在大量偏見與不實之處。

## 運作政策

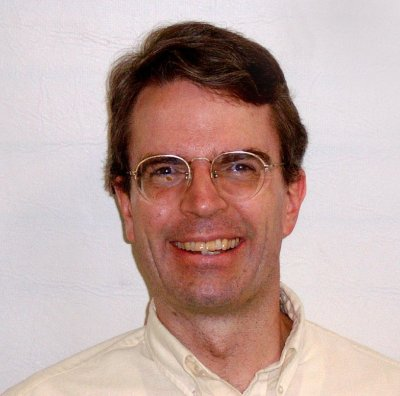
安德魯·施拉夫利，Conservapedia創始人

保守百科的編輯與運作政策是基於夏拉伏雷對於他心目中維基百科最大的一些問題而作出的改進。

### 與維基百科之不同點
保守百科的大量政策與維基百科不盡相同，並且其文章與其他內容經常指控維基百科的「自由主義偏見」。Conservapedia創始人安德魯·施拉夫利認為他的編輯哲學與維基百科過於衝突，因此他決定建立一個維基百科的替代品。Conservapedia的主要管理方針叫做「Conservapedia戒律」，其最主要的與維基百科不同之處為沒有要求中立的觀點與可查證性。施拉夫利認為，「一部百科全書不可能有中立的論點。我們應該採取一個論點，然後告訴讀者我們的觀點是甚麼」，並且「維基百科並沒有調查過它的作者與管理員的論點是甚麼，也沒有試圖維持（左右翼的）平衡，所以他們到頭來並不比暴民中立多少」。
2007年3月，施拉夫利在接受《衛報》採訪時說：「我以前曾經嘗試編修維基百科，可是那些有偏見的作者霸佔維基百科，要麼審查掉我的編輯，要麼竄改事實為他們自己服務。有一次，在我作出完全符合事實的編輯後不到一分鐘，就有人把它回退了，所以我認為維基百科已經不是可以去編輯的地方了」。同月，BBC Radio 4邀請施拉夫利與維基百科管理員Jim Redmond進行對話，施拉夫利在節目中指出維基百科關於文藝復興的條目沒有講到基督教作出的貢獻、英文維基百科使用過多英式拼寫、美菲戰爭的條目作者有「反美國偏見」、並且他嘗試加入支持美國與基督教的觀點都被回退掉了。施拉夫利還指責維基百科允許公元纪年写作「CE」（Common Era）或「AD」（anno Domini）是反基督教的作法。

### 與主流科學界之衝突
保守百科有數篇文章都被指責為與主流科學論點相左。儘管並不是所有保守百科編者都相信年轻地球创造论（前管理員Terry Koeckritz在與《洛杉磯時報》的訪談中說明他“並不相信創世紀的字面含義”:9），批評者認為保守百科上主流意見是依照年輕地球創造論來撰文，並且引用大量創造論主義的書刊與教材。2007年初，科學作家卡尔·齐默指出保守百科上大量對主流科學論點的否認與批駁來自神創論作家Jay L. Wile。
保守百科在關於演化論的條目中試圖將演化論描述為一個沒有科學支持、並與地質學發現相衝突的理論。在同一條目中，其宣稱聖經的科學價值高於科學界的一些共識。夏拉伏雷在採訪中認為這篇條目不過是闡述一些演化論的替代品而已。該百科另一篇條目中惡搞創作了關於一種「太平洋西北部樹生章魚」的生物，儘管夏拉伏雷認為這不過是對於環保主義者的調侃而已。這篇條目於2007年已經被刪除。保守百科宣稱愛因斯坦的學說對於核武器的開發完全沒有貢獻，並且愛因斯坦並沒有提出相對論的絕大部分內容。他們還斷言墮胎會導致乳腺癌，雖然科學界認為早期墮胎對於乳腺癌的形成完全沒有影響。2007年3月19日，英國報紙Metro發表文章題為「古怪、瘋狂的維基網站，甚麼都有可能發生」（"Weird, wild wiki on which anything goes"），轉述英國皇家學會對保守百科的批評，並指出「大眾需要對於他們見到的自稱『科學資訊』的來源非常謹慎，而《洛杉磯時報》則轉述了批評者對於兒童可能會將該百科上的科學資訊信以為真表示的擔憂。
在保守百科的文章中亦否認以及批評愛因斯坦的相對論，並專門撰寫一篇文章題為「相對論之反例」試圖證偽相對論。Talking Points Memo網站最先發現了此文，並發表說「施拉夫利又找到了個自由主義邪惡計畫——相對論」。《新科學人》雜誌批評了保守百科對相對論的評述，並對其幾處觀點做出回應《新科學人》認為沒有任何物理學家會認為廣義相對論是對整個宇宙的完美描述，但相對論可以通過目前所有對其進行的測試:1。馬里蘭大學物理學教授Robert L. Park認為保守百科對相對論的批評實是沒有搞清相對論與道德相對主義，而《新科學人》亦贊同並聲明：

話說到底，其實世上沒有甚麼所謂「自由主義陰謀」。不幸的是，人文學者常常難以分辨相對論與道德相對主義——前者完全沒有任何對後者的支持，儘管保守百科似乎認為兩者間存在某種關聯。事實上，相對論的重要性並不在於它的「相對」之處（三維空間與一維時間），而在於它的「絕對」之處（光速與四維時空）:2。

2010年10月，《科學美國人》雜誌嚴厲批評保守百科在相對論方面的錯誤資訊，並在百分制「科學分」上為保守百科打了零分。

### 政治與宗教意識形態
保守百科政治觀點支持美國共和黨。批評一些政客陳述了他們只是挂名共和黨人(Republicans in name only,RINOs)，這些觀點有很多爭議，如批評約翰·博納，米奇·麥康諾，約翰·麥凱恩不是真共和黨人，不夠保守。
当Krebs等人在2023年比较多个社区管理的wiki上关于有争议主题的文本时，他们发现保守百科的内容和贡献者偏向美國保守主義，理性維基上的内容和贡献者则倾向自由主义。相比之下，维基百科的内容稍微偏向自由主义，编辑者更趋向中间派。无论是保守百科还是理性維基都“更多地涉及道德内容”。

### 內容授權
保守百科的官方授權聲明允許「任意使用此網站上的任何內容，無論是否註明原作者」、「此授權許可僅於極罕見情況下存在例外，如為保護保守百科的編者與其他授權者正常使用此網站」，但是其禁止「未經許可創建鏡像站點」。維基百科創始人吉米·威爾斯認為保守百科的授權協議存在一些未解決的版權問題，並說明「保守百科的編者給予這個網站對內容的完全控制權，這會造成一些不良後果」。:4

### 反破壞
出於防止破壞與誹謗行為的目的，保守百科禁止未註冊使用者編輯頁面。保守百科編輯Brian MacDonald指出針對其的大量破壞行為都是為了讓讀者以為「保守百科發瘋了」，例如破壞者曾指小布希政府司法部長阿爾韋托·岡薩雷斯支持「對民主黨員與第三世界人民使用酷刑」。

### 其他政策
保守百科所謂「戒律」亦要求編輯者必須「尊重家庭價值、編輯簡單明瞭、且禁止雜聊與髒話」，並且會封禁很少編文但參與很多討論的使用者。其戒律中還以美國法典對破壞者、廣告者、與編修「淫穢內容」者進行法律威脅。根據保守百科的使用者帳號政策，其使用者應該選擇「基於編輯真名的使用者帳號」，而被管理員認為是虛假的使用者帳號會被封禁。保守百科批評維基百科沒有嚴格的使用者帳號限制，並認為維基百科上「稀奇古怪的」管理員帳號體現了維基百科的「極端反智主義」。

## 評論

### 吉米·威爾斯的評論
維基百科創始人吉米·威爾斯認為保守百科體現了「自由文化沒有邊界」，並且認為「利用維基百科的內容建立類同維基百科的站點與我們的目的並不衝突」，但威爾斯否認維基百科存在「自由主義偏見」。

### 理性维基
保守维基的乳癌条目声称，堕胎是此疾病的主要原因，2007年4月，內科學医生Peter Lipson尝试在保守维基修改乳癌条目，加入反对此说法的证据。保守维基管理员“质疑了他的文凭，关闭了辩论”。一些编辑被保守维基管理员封锁，包括Lipson。他们随后创建了另一个网站理性维基，研究和反驳“伪科学”、“反科学运动”和“民科概念”（crank ideas），并进行“威权主义和原教旨主義的勘察”，探究“这些主题如何被大眾媒體处理”。
根据一篇《洛杉矶时报》2007年的文章，理性维基成员“监控着保守百科。并且他们自己承认——参与网络破坏行为。”

### 蘭斯基事件
2008年6月9日，《新科學人》撰文介紹了生物學家理查·蘭斯基的大腸桿菌長期演化實驗，其中的大腸桿菌在經過20年後進化出了代謝檸檬酸鹽的能力。由於此實驗對進化論是一處有利證據，夏拉伏雷對此持懷疑態度並聯絡蘭斯基要求檢視實驗數據。在蘭斯基回信指出實驗論文中已包括全部數據後，夏拉伏雷又要求檢視「原數據」。因此，蘭斯基發信指出其論文中確實已包括全部實驗數據、所謂「原數據」只能是指他實驗中的大腸桿菌樣品，他將願意給任何具備條件處理大腸桿菌的實驗者共享樣品、並且抗議夏拉伏雷敵視並毀謗他的實驗。《每日電訊報》認為蘭斯基的回覆是「史上最為有力而完善的科學辯述之一」。

## 保守百科對各類學說的批評

### 進化
保守百科認為演化論是種基於自然主義的偽科學。

### 宇宙大爆炸
保守百科認為，宇宙大爆炸論是個站不住腳的科學理論。

### 無神論
保守百科有大量條目批評無神論及其“世界觀”。他們認為無神論缺乏理性思維，傾向團體盲思，沒有無法解釋人類及生命的意識，並提出意识上传等不可能實現的偽科學，以及因為無法面對死亡而提出及信奉人體冷凍技術等偽科學，並信奉超人類主義。

## 保守聖經項目
保守百科主持了“保守聖經項目”，旨在創建一個新聖經英譯本，以删除或修改被描述爲引入“自由偏見”的術語。該項目打算删除部分聖經，這些被保守百科創始人認爲是後來自由主義的補充。其中包括約翰福音中石刑通姦女子的故事，耶穌在其中説:“凡無罪的，就讓他扔出第一塊石头。”該項目還打算删除耶穌在十字架上的禱告，“父啊，赦免他們，因爲他們不知自己在干甚麼”，因此句僅出現於路加福音，且據施拉夫利的説法，“簡單的事實是，一些迫害耶穌者確實知道自己在干啥。這句是自由主義者最愛，但不該出現在保守聖經裏。”
該聖經項目受到廣泛批評，其中包括福音派基督教保守人士。Rod Dreher，一位保守派作家兼編輯描述其爲“疯狂的傲慢”和“自以为是”;他進一步説：“這就像你在一個農村聖經學習處的耶稣研究会和共和黨大學分會相遇時所得到的東西。Ed Morrissey，另一位保守基督教作家寫道，將上帝話語按自己的意識形態解釋會使上帝屈從於一種意識形態，而非相反。國際創世事工寫道:“强迫聖經符合某種政治議程，無論一個人是否碰巧同意他，都歪曲了上帝話語，因此基督徒應像反對‘政治正確’的聖經一樣反對保守聖經。”
2009年10月7日，斯蒂芬·科拜尔呼籲他的觀眾將他作爲個聖經人物納入《保守百科聖經》，觀眾的回應是編輯了《保守百科聖經》，加入他的名字。 當然，這些編輯被視爲蓄意破壞，並被刪除。隨後在2009年12月8日，科拜爾和施萊夫利接受了訪談。 

## 外部連結
- 官方网站
- YouTube上的Andrew Schlafly and students talk about Wikipedia and Conservapedia on The Hour